# Strandburg (Dakota del Sur)
Strandburg es un pueblo ubicado en el condado de Grant en el estado estadounidense de Dakota del Sur. En el Censo de 2010 tenía una población de 72 habitantes y una densidad poblacional de 370,66 personas por km².

## Geografía
Strandburg se encuentra ubicado en las coordenadas 45°2′39″N 96°45′38″O / 45.04417, -96.76056. Según la Oficina del Censo de los Estados Unidos, Strandburg tiene una superficie total de 0.19 km², de la cual 0.19 km² corresponden a tierra firme y (0%) 0 km² es agua.

## Demografía
Según el censo de 2010, había 72 personas residiendo en Strandburg. La densidad de población era de 370,66 hab./km². De los 72 habitantes, Strandburg estaba compuesto por el 95.83% blancos, el 0% eran afroamericanos, el 4.17% eran amerindios, el 0% eran asiáticos, el 0% eran isleños del Pacífico, el 0% eran de otras razas y el 0% pertenecían a dos o más razas. Del total de la población el 0% eran hispanos o latinos de cualquier raza.